# Kroatisches Küstenland

Lagekarte Kroatisches Küstenland

Das Kroatische Küstenland (kroatisch Hrvatsko Primorje oder Primorje) ist ein historisch bedingter geografischer Terminus und umfasst den schmalen Küstenstreifen östlich der Stadt Rijeka bis Karlobag in südlicher Richtung entlang der Adriaküste (die Orte ab Karlobag werden meist bereits zu Dalmatien gezählt). 

## Geografie
Entlang der Küste liegen zahlreiche bedeutende Fremdenverkehrsorte wie Bakar, Bakarac, Kraljevica, Crikvenica, Selce, Bribir, Novi Vinodolski oder Senj. Vor dem kontinentalen Küstengebiet befindet sich die Kvarner-Bucht mit den größten Inseln Kroatiens, etwa Krk, Cres und Rab (siehe auch Kroatische Inseln). Die Kvarner-Bucht wird oft mit dem Begriff des Primorje assoziiert oder als zum Primorje zugehörig angesehen.
Im Osten des engen Küstenstreifen des Primorje erstrecken sich hohe Bergzüge, wie etwa die Kapela oder der Velebit. Diese Gebirgszüge bilden eine stabile klimatische Trennlinie zwischen dem mediterranen, kroatischen Küstengebiet und den Einflüssen des stark-schwankenden Kontinentalklimas. Es ist deshalb nicht verwunderlich, dass beispielsweise im Frühling an der Küste des Primorje gebadet werden kann, während wenige Kilometer davon entfernt in den Bergen des Gorski kotar das Skifahren möglich ist.
Insbesondere das Gebiet um Senj ist berüchtigt für starke Bora-Windeinfälle, die in den Wechselperioden zwischen der warmen und kalten Jahreszeit zahlreiche Behinderungen verursachen. Die Bora (kroat. bura) ist ein starker kontinentaler Fallwind, der von den hohen Berghängen oft mit wuchtiger, orkanartiger Geschwindigkeit Richtung Meer hinunterweht. Es ist deshalb keine Seltenheit, dass jedes Jahr Brücken oder Küstenstraßen zeitweise gesperrt werden müssen (zum Teil wurden vom Wind bereits Reisebusse von der Küstenstraße ins Meer geschleudert). Fährlinien sind von den Windverhältnissen ebenfalls betroffen. An der neuen Autobahn A1 Zagreb-Split werden derzeit in der Welt einzigartige Windbarrieren getestet.

## Geschichte

Einteilung Österreich-Ungarns; Zentralkroatien (mit dem Kroatischen Küstenland) und Slawonien werden zusammengefasst und mit 17 bezeichnet

Die kroatischen Gespanschaften (Kroatien-Slawonien) zur Zeit des Königreiches Ungarn 1867/68

Der Begriff Kroatisches Küstenland entstand nach dem Österreichisch-Ungarischen Ausgleich im Jahr 1867, als Ungarn weitgehende Unabhängigkeit von Österreich erlangte. Hegemoniale Bestrebungen der ungarischen Reichshälfte führten zu jener Zeit dazu, dass das Gebiet von Rijeka bis Karlobag als „Ungarisches Küstenland“ bezeichnet wurde, sozusagen als gleichbedeutender territorialer Zugang zum Adriatischen Meer, wie dies das angrenzende Österreichische Küstenland für Österreich darstellte.
Istrien (zu jener Zeit Österreichisches Küstenland oder auch Österreichische Riviera genannt) und Dalmatien waren seinerzeit verwaltungstechnisch vom übrigen Kroatien getrennte Kronländer und wurden von Wien aus regiert.